# Grua collblanca
La grua collblanca (Antigone vipio) és una espècie d'ocell de la família dels grúids (Gruidae) que habita pantans i llacs del sud-est de Sibèria i est de Mongòlia. Passa l'hivern a l'est de la Xina, Corea i sud del Japó.